# Galatasaray Istanbul/Saison 2002/03
Die Saison 2002/03 von Galatasaray Istanbul war die 95. Saison in der Vereinsgeschichte und die 45. Saison in der türkischen Liga, der Süper Lig. Der Klub beendete die Saison auf dem 2. Platz. Die Türkiye Kupası endete für Galatasaray Istanbul im Viertelfinale. In der UEFA Champions League schieden die Gelb-Roten in der Gruppenphase aus.

## Personalien

### Kader
| Nr.        | Nat.                                    | Name             | Geburtsdatum  | im Verein seit | vorheriger Verein           |
| Torhüter   | Torhüter                                | Torhüter         | Torhüter      | Torhüter       | Torhüter                    |
| ---------- | --------------------------------------- | ---------------- | ------------- | -------------- | --------------------------- |
| 01         | Kolumbien Libanon                       | Faryd Mondragón  | 21. Juni 1971 | 2001           | FC Metz                     |
| 15         | Turkei Deutschland                      | Aykut Erçetin    | 14. Sep. 1982 | 2002           | eigene Jugend               |
| 16         | Turkei                                  | Kerem İnan       | 25. März 1980 | 1998           | eigene Jugend               |
| 61         | Turkei                                  | Mehmet Bölükbaşı | 24. Aug. 1978 | 1998           | Kayserispor                 |
| Abwehr     |                                         |                  |               |                |                             |
| 02         | Turkei                                  | Mehmet Polat     | 8. Juni 1978  | 2002           | Gaziantepspor               |
| 03         | Turkei                                  | Bülent Korkmaz   | 24. Nov. 1968 | 1987           | eigene Jugend               |
| 05         | Turkei                                  | Emre Aşık        | 13. Dez. 1973 | 2000           | İstanbulspor                |
| 12         | Portugal Mosambik                       | Abel Xavier      | 30. Nov. 1972 | 2003           | FC Liverpool                |
| 20         | Senegal Belgien                         | Mohamed Sarr     | 23. Dez. 1980 | 2002           | AC Mailand                  |
| 21         | Turkei Niederlande                      | Suat Usta        | 3. Aug. 1981  | 2003           | PSV Eindhoven (II)          |
| 23         | Turkei                                  | Vedat İnceefe    | 1. Apr. 1974  | 1996           | Karabükspor                 |
| 30         | Turkei                                  | Sabri Sarıoğlu   | 26. Juli 1984 | 2001           | eigene Jugend               |
| 35         | Turkei                                  | İlker Erbay      | 14. Juni 1984 | 2002           | eigene Jugend               |
| 57         | Turkei                                  | Hakan Ünsal      | 14. Mai 1973  | 2002           | Blackburn Rovers            |
| 67         | Turkei                                  | Ergün Penbe      | 17. Mai 1972  | 1993           | Gençlerbirliği Ankara       |
| Mittelfeld |                                         |                  |               |                |                             |
| 04         | Brasilien Turkei                        | João Batista     | 4. März 1975  | 2002           | Gaziantepspor               |
| 08         | Turkei                                  | Suat Kaya        | 26. Aug. 1967 | 1992           | Konyaspor                   |
| 10         | Israel                                  | Haim Revivo      | 22. Feb. 1972 | 2003           | Fenerbahçe Istanbul         |
| 11         | Turkei                                  | Hasan Şaş        | 1. Aug. 1976  | 1998           | MKE Ankaragücü              |
| 19         | Turkei                                  | Cihan Haspolatlı | 4. Jan. 1980  | 2002           | Kocaelispor                 |
| 18         | Turkei                                  | Ayhan Akman      | 23. Feb. 1977 | 2001           | Beşiktaş Istanbul           |
| 20         | Turkei Deutschland                      | Volkan Arslan    | 29. Aug. 1978 | 2003           | Kocaelispor                 |
| 22         | Turkei                                  | Ümit Davala      | 30. Juli 1973 | 2002           | Inter Mailand               |
| Angriff    |                                         |                  |               |                |                             |
| 06         | Turkei                                  | Arif Erdem       | 2. Jan. 1972  | 2000           | Real Sociedad San Sebastián |
| 07         | Turkei Deutschland                      | Berkant Göktan   | 12. Dez. 1980 | 2001           | FC Bayern München           |
| 09         | Turkei Deutschland                      | Ümit Karan       | 1. Okt. 1976  | 2001           | Gençlerbirliği Ankara       |
| 14         | Bosnien und Herzegowina Turkei          | Elvir Baljić     | 8. Juli 1974  | 2002           | Real Madrid                 |
| 17         | Brasilien                               | Fábio Pinto      | 9. Okt. 1980  | 2002           | Internacional Porto Alegre  |
| 30         | Turkei                                  | Sedat Debreli    | 1. Jan. 1983  | 2002           | eigene Jugend               |
| 50         | Kongo Demokratische Republik Frankreich | Ali Lukunku      | 14. Apr. 1976 | 2003           | Standard Lüttich            |
| ##         | Deutschland Turkei                      | Volkan Glatt     | 3. März 1982  | 2002           | MSV Duisburg (II)           |

#### Transfers
| Zugänge | Abgänge |
| --- | --- |
| Sommer 2002 - Sergio Almaguer (CD Cruz Azul) - Elvir Baljić (Real Madrid) - Christian (Girondins Bordeaux) a. - Ümit Davala (Inter Mailand) a. - Sedat Debreli (eigene Jugend) - Murat Erdoğan (Istanbulspor) - Felipe (CR Vasco da Gama) - Volkan Glatt (MSV Duisburg II) - Cihan Haspolatlı (Kocaelispor) - Fábio Pinto (Internacional Porto Alegre) - Mehmet Polat (Gaziantepspor) a. - Mohamed Sarr (AC Mailand) a. - Hakan Ünsal (Blackburn Rovers) - Gustavo Victoria (Inter Palmira) Winter 2002/03 - Volkan Arslan (Kocaelispor) - İlker Erbay (eigene Jugend) - Ali Lukunku (Standard Lüttich) - Haim Revivo (Fenerbahçe Istanbul) - Suat Usta (PSV Eindhoven II) - Abel Xavier (FC Liverpool) | Sommer 2002 - Burak Akdiş (Sivasspor) - Bülent Akın (Bolton Wanderers) - Serkan Aykut (Samsunspor) - Capone (Kocaelispor) - Murat Erdoğan (Gaziantepspor) - Emrah Eren (Kocaelispor) - Andrés Fleurquín (SK Sturm Graz) w.a. - Mehmet Gönülaçar (Karriere beendet) - Radu Niculescu (FC Național Bukarest) w.a. - Sébastien Pérez (Olympique Marseille) w.a. - Sergen Yalçın (Siirtspor) w.a. Winter 2002/03 - Sergio Almaguer (CD Cruz Azul) - Faruk Atalay (FC Kärnten) - Christian (Girondins Bordeaux) w.a. - Jersson González (River Plate) - Felipe (Flamengo Rio de Janeiro) - Mohamed Sarr (AC Mailand) a. - Gustavo Victoria (Deportivo Cali) |

## Spielkleidung
| Heim | Auswärts | Ausweich | Ausweich | Ausweich |

- Ausrüster: Umbro
- Trikotsponsor: Aria

## Saison
Alle Ergebnisse aus Sicht von Galatasaray Istanbul.
Die Tabelle listet alle Süper-Lig-Spiele des Vereins der Saison 2002/03 auf. Siege sind grün, Unentschieden gelb und Niederlagen rot markiert.

### Süper Lig
| ST | Datum              | Gegner                | Ort                               | Ergebnis  | Tor(e) für Galatasaray Istanbul                                                         | Karte(n) für Galatasaray Istanbul                                                                |
| -- | ------------------ | --------------------- | --------------------------------- | --------- | --------------------------------------------------------------------------------------- | ------------------------------------------------------------------------------------------------ |
| 01 | 11. August 2002    | Samsunspor            | Ali Sami Yen Stadyumu, Istanbul   | 4:1 (3:1) | 1:0 Karan (14.), 2:1 Felipe (35. Foulelfmeter), 3:1 Karan (43.), 4:1 Erdem (55.)        | João Batista (41.), Göktan (44.)                                                                 |
| 02 | 16. August 2002    | Denizlispor           | Atatürk Stadı, Denizli            | 3:1 (0:0) | 1:0 Erdem (46.), 2:0 Erdem (83.), 3:0 Sarr (86.)                                        | Davala (7.)                                                                                      |
| 03 | 25. August 2002    | Bursaspor             | Ali Sami Yen Stadyumu, Istanbul   | 2:0 (1:0) | 1:0 Erdem (40.), 2:0 Erdem (48.)                                                        | İnceefe (10.), Davala (75.)                                                                      |
| 04 | 31. August 2002    | Malatyaspor           | İnönü Stadı, Malatya              | 2:2 (1:1) | 1:0 Erdem (28.), 2:1 Karan (61.)                                                        | Fábio Pinto (72.), João Batista (86.), Aşık (89.)                                                |
| 05 | 13. September 2002 | Kocaelispor           | Ali Sami Yen Stadyumu, Istanbul   | 2:0 (2:0) | 1:0 Erdem (6.), 2:0 Felipe (30.)                                                        | Erdem (63.)                                                                                      |
| 06 | 27. September 2002 | İstanbulspor          | Ali Sami Yen Stadyumu, Istanbul   | 2:0 (2:0) | 1:0 Korkmaz (15.), 2:0 Karan (37.)                                                      | Aşık (43.)                                                                                       |
| 07 | 5. Oktober 2002    | Elazığspor            | Atatürk Stadı, Elazığ             | 0:0       | keine                                                                                   | João Batista (44.)                                                                               |
| 08 | 19. Oktober 2002   | Diyarbakırspor        | Ali Sami Yen Stadyumu, Istanbul   | 1:0 (1:0) | 1:0 Yiğit (35. Eigentor)                                                                | Kaya (14.), Erdem (20.), Şaş (42.), João Batista (66.)                                           |
| 09 | 26. Oktober 2002   | Altay Izmir           | Atatürk Stadı, Izmir              | 2:1 (1:1) | 1:0 Baljić (5.), 2:1 Christian (55.)                                                    | Haspolatlı (65.), Şaş (80.), Mondragón (88.)                                                     |
| 10 | 2. November 2002   | Göztepe Izmir         | Ali Sami Yen Stadyumu, Istanbul   | 3:1 (1:0) | 1:0 Göktan (28. Handelfmeter), 2:0 Christian (52. Foulelfmeter), 3:1 Akman (90.)        | Christian (15.), Akman (60.), Şaş (89.)                                                          |
| 11 | 6. November 2002   | Fenerbahçe Istanbul   | Şükrü Saracoğlu Stadı, Istanbul   | 0:6 (0:2) | keine                                                                                   | Aşık (65.), Erdem (71.) Aşık (84.)                                                               |
| 12 | 9. November 2002   | Adanaspor             | 5 Ocak Stadı, Adana               | 0:0       | keine                                                                                   | keine                                                                                            |
| 13 | 16. November 2002  | Trabzonspor           | Ali Sami Yen Stadyumu, Istanbul   | 2:1 (1:1) | 1:0 Christian (8.), 2:1 Erdem (66.)                                                     | Almaguer (3.), Şaş (9.), Korkmaz (37.), Christian (65.), Kaya (89.) Akman (89.), Mondragón (89.) |
| 14 | 24. November 2002  | Gençlerbirliği Ankara | 19 Mayıs Stadı, Ankara            | 0:1 (0:1) | keine                                                                                   | Davala (57.), Karan (88.)                                                                        |
| 15 | 30. November 2002  | MKE Ankaragücü        | 19 Mayıs Stadı, Ankara            | 2:1 (1:1) | 1:1 Karan (44.), 2:1 Göktan (81.)                                                       | İnceefe (40.) Göktan (46.), Polat (81.), Haspolatlı (86.)                                        |
| 16 | 8. Dezember 2002   | Beşiktaş Istanbul     | Ali Sami Yen Stadyumu, Istanbul   | 0:1 (0:0) | keine                                                                                   | Korkmaz (14.), Davala (20.), Şaş (60.), Mondragón (60.)                                          |
| 17 | 13. Dezember 2002  | Gaziantepspor         | Kamil Ocak Stadı, Gaziantep       | 2:1 (1:1) | 1:1 Göktan (44.), 2:1 Erdem (88.)                                                       | İnceefe (27.), Ünsal (41.)                                                                       |
| 18 | 22. Dezember 2002  | Samsunspor            | 19 Mayıs Stadı, Samsun            | 1:0 (0:0) | 1:0 Akman (56.)                                                                         | Haspolatlı (65.), Akman (75.)                                                                    |
| 19 | 16. Februar 2003   | Bursaspor             | Atatürk Stadı, Bursa              | 4:0 (1:0) | 1:0 Davala (6.), 2:0 Revivo (50.), 3:0 Revivo (58.), 4:0 Revivo (81.)                   | Usta (30.)                                                                                       |
| 20 | 23. Februar 2003   | Malatyaspor           | Ali Sami Yen Stadyumu, Istanbul   | 2:1 (1:0) | 1:0 Ünsal (12.), 2:1 Penbe (65.)                                                        | Usta (18.), João Batista (42.)                                                                   |
| 21 | 1. März 2003       | Kocaelispor           | İsmetpaşa Stadyumu, İzmit         | 1:0 (0:0) | 1:0 Karan (54.)                                                                         | Ünsal (31.)                                                                                      |
| 22 | 8. März 2003       | Fenerbahçe Istanbul   | Ali Sami Yen Stadyumu, Istanbul   | 2:0 (2:0) | 1:0 Karan (22.), 2:0 Karan (34.)                                                        | Xavier (59.), Kaya (89.)                                                                         |
| 23 | 15. März 2003      | İstanbulspor          | Güngören Belediye Stadı, Istanbul | 2:1 (0:0) | 1:0 Karan (53.), 2:1 Haspolatlı (72.)                                                   | Ünsal (26.)                                                                                      |
| 24 | 19. März 2003      | Denizlispor           | Ali Sami Yen Stadyumu, Istanbul   | 0:1 (0:0) | keine                                                                                   | Xavier (51.), Erdem (69.), Fábio Pinto (84.)                                                     |
| 25 | 23. März 2003      | Elazığspor            | Ali Sami Yen Stadyumu, Istanbul   | 3:0 (1:0) | 1:0 Karan (16.), 2:0 Şaş (47.), 3:0 Karan (74.)                                         | Şaş (77.)                                                                                        |
| 26 | 6. April 2003      | Diyarbakırspor        | Atatürk Stadı, Diyarbakır         | 3:1 (2:1) | 1:0 Karan (5.), 2:0 Arslan (41.), 3:1 Haspolatlı (69.)                                  | Şaş (26.)                                                                                        |
| 27 | 11. April 2003     | Altay Izmir           | Ali Sami Yen Stadyumu, Istanbul   | 5:0 (2:0) | 1:0 Arslan (25.), 2:0 Lukunku (32.), 3:0 Karan (57.), 4:0 Baljić (63.), 5:0 Erdem (77.) | Lukunku (35.), Ünsal (87.)                                                                       |
| 28 | 18. April 2003     | Göztepe Izmir         | Atatürk Stadı, Izmir              | 1:0 (0:0) | 1:0 Lukunku (66.)                                                                       | İnceefe (43.), Mondragón (80.)                                                                   |
| 29 | 27. April 2003     | Adanaspor             | Ali Sami Yen Stadyumu, Istanbul   | 2:2 (1:2) | 1:1 Lukunku (23.), 2:2 Lukunku (51.)                                                    | Korkmaz (29.)                                                                                    |
| 30 | 4. Mai 2003        | Trabzonspor           | Hüseyin Avni Aker Stadı, Trabzon  | 2:1 (1:1) | 1:1 Erdem (29. Foulelfmeter), 2:1 Karan (65.)                                           | Karan (14.)                                                                                      |
| 31 | 11. Mai 2003       | Gençlerbirliği Ankara | Ali Sami Yen Stadyumu, Istanbul   | 1:1 (1:1) | 1:1 Karan (11.)                                                                         | Erdem (42.), Arslan (73.), Mondragón (89.)                                                       |
| 32 | 17. Mai 2003       | MKE Ankaragücü        | Ali Sami Yen Stadyumu, Istanbul   | 3:0 (1:0) | 1:0 Lukunku (3.), 2:0 Karan (71.), 3:0 Penbe (87.)                                      | keine                                                                                            |
| 33 | 25. Mai 2003       | Beşiktaş Istanbul     | İnönü Stadı, Istanbul             | 0:1 (0:0) | keine                                                                                   | Haspolatlı (10.), Polat (16.), İnceefe (85.), Arslan (90.), Karan (90.)                          |
| 34 | 30. Mai 2003       | Gaziantepspor         | Ali Sami Yen Stadyumu, Istanbul   | 2:1 (1:0) | 1:0 Polat (39.), 2:0 Kaya (77.)                                                         | keine                                                                                            |

### Türkiye Kupası
| Runde         | Datum             | Gegner            | Ort                             | Ergebnis  | Tor(e) für Galatasaray Istanbul                        | Karte(n) für Galatasaray Istanbul                                 |
| ------------- | ----------------- | ----------------- | ------------------------------- | --------- | ------------------------------------------------------ | ----------------------------------------------------------------- |
| 2. Hauptrunde | 4. Dezember 2002  | Yimpaş Yozgatspor | Şehir Stadı, Yozgat             | 3:1 (2:0) | 1:0 Haspolatlı (19.), 2:0 Ünsal (25.), 3:1 Karan (64.) | Polat (33.)                                                       |
| Achtelfinale  | 18. Dezember 2002 | MKE Ankaragücü    | Ali Sami Yen Stadyumu, Istanbul | 1:0 (1:0) | 1:0 Karan (32.)                                        | Karan (39.), Göktan (39.)                                         |
| Viertelfinale | 4. März 2003      | Malatyaspor       | Ali Sami Yen Stadyumu, Istanbul | 1:2 (0:2) | 1:2 Karan (66.)                                        | João Batista (15.), Göktan (31.), Göktan (35.) João Batista (89.) |

### UEFA Champions League
| Runde           | Datum              | Gegner            | Ort                             | Ergebnis  | Tor(e) für Galatasaray Istanbul | Karte(n) für Galatasaray Istanbul           |
| --------------- | ------------------ | ----------------- | ------------------------------- | --------- | ------------------------------- | ------------------------------------------- |
| 1. Gruppenphase | 18. September 2002 | Lokomotive Moskau | Lokomotive, Moskau              | 2:0 (0:0) | 1:0 Sarr (72.), 2:0 Erdem (81.) | keine                                       |
| 1. Gruppenphase | 24. September 2002 | FC Barcelona      | Ali Sami Yen Stadyumu, Istanbul | 0:2 (0:1) | keine                           | keine                                       |
| 1. Gruppenphase | 1. Oktober 2002    | FC Brügge         | Ali Sami Yen Stadyumu, Istanbul | 0:0       | keine                           | Kaya (51.)                                  |
| 1. Gruppenphase | 23. Oktober 2002   | FC Brügge         | Jan-Breydel-Stadion, Brügge     | 1:3 (0:1) | 1:1 Fábio Pinto (56.)           | Korkmaz (50.), Aşık (56.), Haspolatlı (68.) |
| 1. Gruppenphase | 29. Oktober 2002   | Lokomotive Moskau | Ali Sami Yen Stadyumu, Istanbul | 1:2 (0:0) | 1:1 Şaş (73.)                   | Şaş (79.), João Batista (85.)               |
| 1. Gruppenphase | 13. November 2002  | FC Barcelona      | Camp Nou, Barcelona             | 1:3 (1:2) | 1:1 Haspolatlı (20.)            | Akman (90.+1')                              |

## Statistiken

### Teamstatistik
| Wettbewerb            | Punkte | daheim | daheim | daheim | daheim | daheim | auswärts | auswärts | auswärts | auswärts | auswärts | Gesamt | Gesamt | Gesamt | Gesamt | Gesamt | Tordifferenz |
| Wettbewerb            | Punkte | Sp     | S      | U      | N      | TV     | Sp       | S        | U        | N        | TV       | Sp     | S      | U      | N      | TV     | Tordifferenz |
| --------------------- | ------ | ------ | ------ | ------ | ------ | ------ | -------- | -------- | -------- | -------- | -------- | ------ | ------ | ------ | ------ | ------ | ------------ |
| Süper Lig             | 77     | 17     | 13     | 2      | 2      | 36:10  | 17       | 11       | 3        | 3        | 25:17    | 34     | 24     | 5      | 3      | 61:27  | +34          |
| Türkiye Kupası        | –      | 2      | 1      | 0      | 1      | 2:2    | 1        | 1        | 0        | 0        | 3:1      | 3      | 2      | 0      | 1      | 5:3    | +2           |
| UEFA Champions League | –      | 3      | 0      | 1      | 2      | 1:4    | 3        | 1        | 0        | 2        | 4:6      | 6      | 1      | 1      | 4      | 5:10   | −5           |
| Gesamt                | 77     | 22     | 14     | 3      | 5      | 39:16  | 21       | 13       | 3        | 5        | 32:24    | 43     | 27     | 6      | 8      | 71:40  | +31          |

### Saisonverlauf
| Spieltag | 1 | 2 | 3 | 4 | 5 | 6 | 7 | 8 | 9 | 10 | 11 | 12 | 13 | 14 | 15 | 16 | 17 | 18 | 19 | 20 | 21 | 22 | 23 | 24 | 25 | 26 | 27 | 28 | 29 | 30 | 31 | 32 | 33 | 34 |
| -------- | - | - | - | - | - | - | - | - | - | -- | -- | -- | -- | -- | -- | -- | -- | -- | -- | -- | -- | -- | -- | -- | -- | -- | -- | -- | -- | -- | -- | -- | -- | -- |
| Spielort | H | A | H | A | H | A | H | A | H | A  | H  | A  | H  | A  | A  | H  | A  | A  | H  | A  | H  | A  | H  | A  | H  | A  | H  | A  | H  | A  | H  | H  | A  | H  |
| Resultat | S | S | S | U | S | N | S | U | S | S  | S  | U  | S  | N  | S  | N  | S  | S  | N  | S  | S  | S  | S  | S  | S  | S  | S  | S  | U  | S  | U  | S  | N  | S  |
| Platz    | 1 | 1 | 2 | 2 | 2 | 2 | 1 | 2 | 1 | 1  | 1  | 2  | 2  | 2  | 2  | 2  | 2  | 2  | 3  | 3  | 2  | 2  | 2  | 2  | 2  | 2  | 2  | 2  | 2  | 2  | 2  | 2  | 2  | 2  |

Quelle: https://www.weltfussball.de/spielplan/tur-sueperlig-2002-2003
Legende: Spielort: H = Heim; A = Auswärts. Resultat: S = Sieg; U = Unentschieden; N = Niederlage

### Spielerstatistiken
| Spieler           | Süper Lig | Süper Lig | Süper Lig   | Süper Lig  | Türkiye Kupası | Türkiye Kupası | Türkiye Kupası | Türkiye Kupası | UEFA Champions League | UEFA Champions League | UEFA Champions League | UEFA Champions League | Total    | Total | Total       | Total      |
| Spieler           | Einsätze  | Tore      | Gelbe Karte | Rote Karte | Einsätze       | Tore           | Gelbe Karte    | Rote Karte     | Einsätze              | Tore                  | Gelbe Karte           | Rote Karte            | Einsätze | Tore  | Gelbe Karte | Rote Karte |
| ----------------- | --------- | --------- | ----------- | ---------- | -------------- | -------------- | -------------- | -------------- | --------------------- | --------------------- | --------------------- | --------------------- | -------- | ----- | ----------- | ---------- |
| Ayhan Akman       | 21        | 2         | 3           | 0          | 1              | 0              | 0              | 0              | 4                     | 0                     | 1                     | 0                     | 26       | 2     | 4           | 0          |
| Sergio Almaguer   | 4         | 0         | 1           | 0          | 1              | 0              | 0              | 0              | 3                     | 0                     | 0                     | 0                     | 8        | 0     | 1           | 0          |
| Volkan Arslan     | 12        | 2         | 1           | 1          | 0              | 0              | 0              | 0              | 0                     | 0                     | 0                     | 0                     | 12       | 2     | 1           | 1          |
| Emre Aşık         | 17        | 0         | 2           | 2          | 2              | 0              | 0              | 0              | 4                     | 0                     | 1                     | 0                     | 23       | 0     | 3           | 2          |
| Faruk Atalay      | 0         | 0         | 0           | 0          | 2              | 0              | 0              | 0              | 0                     | 0                     | 0                     | 0                     | 2        | 0     | 0           | 0          |
| Elvir Baljić      | 16        | 2         | 0           | 0          | 1              | 0              | 0              | 0              | 4                     | 0                     | 0                     | 0                     | 21       | 2     | 0           | 0          |
| Mehmet Bölükbaşı  | 1         | 0         | 0           | 0          | 0              | 0              | 0              | 0              | 0                     | 0                     | 0                     | 0                     | 1        | 0     | 0           | 0          |
| Christian         | 11        | 3         | 2           | 0          | 0              | 0              | 0              | 0              | 4                     | 0                     | 0                     | 0                     | 15       | 3     | 2           | 0          |
| Onur Çubukçu      | 0         | 0         | 0           | 0          | 0              | 0              | 0              | 0              | 0                     | 0                     | 0                     | 0                     | 0        | 0     | 0           | 0          |
| Ümit Davala       | 23        | 1         | 4           | 0          | 3              | 0              | 0              | 0              | 5                     | 0                     | 0                     | 0                     | 31       | 1     | 4           | 0          |
| Sedat Debreli     | 2         | 0         | 0           | 0          | 0              | 0              | 0              | 0              | 0                     | 0                     | 0                     | 0                     | 2        | 0     | 0           | 0          |
| İlker Erbay       | 1         | 0         | 0           | 0          | 0              | 0              | 0              | 0              | 0                     | 0                     | 0                     | 0                     | 1        | 0     | 0           | 0          |
| Aykut Erçetin     | 0         | 0         | 0           | 0          | 0              | 0              | 0              | 0              | 0                     | 0                     | 0                     | 0                     | 0        | 0     | 0           | 0          |
| Arif Erdem        | 25        | 11        | 5           | 0          | 2              | 0              | 0              | 0              | 5                     | 1                     | 0                     | 0                     | 32       | 12    | 5           | 0          |
| Felipe            | 14        | 2         | 0           | 0          | 0              | 0              | 0              | 0              | 5                     | 0                     | 0                     | 0                     | 19       | 2     | 0           | 0          |
| Volkan Glatt      | 0         | 0         | 0           | 0          | 0              | 0              | 0              | 0              | 0                     | 0                     | 0                     | 0                     | 0        | 0     | 0           | 0          |
| Servet Gökçen     | 1         | 0         | 0           | 0          | 0              | 0              | 0              | 0              | 0                     | 0                     | 0                     | 0                     | 1        | 0     | 0           | 0          |
| Berkant Göktan    | 11        | 3         | 2           | 0          | 3              | 0              | 2              | 1              | 0                     | 0                     | 0                     | 0                     | 14       | 3     | 4           | 1          |
| Ahmet Görkem Görk | 1         | 0         | 0           | 0          | 0              | 0              | 0              | 0              | 0                     | 0                     | 0                     | 0                     | 1        | 0     | 0           | 0          |
| Cihan Haspolatlı  | 23        | 2         | 4           | 0          | 2              | 1              | 0              | 0              | 3                     | 1                     | 1                     | 0                     | 28       | 4     | 5           | 0          |
| Kerem İnan        | 1         | 0         | 0           | 0          | 2              | 0              | 0              | 0              | 0                     | 0                     | 0                     | 0                     | 3        | 0     | 0           | 0          |
| Vedat İnceefe     | 18        | 0         | 5           | 0          | 2              | 0              | 0              | 0              | 1                     | 0                     | 0                     | 0                     | 21       | 0     | 5           | 0          |
| João Batista      | 17        | 0         | 5           | 0          | 1              | 0              | 1              | 1              | 5                     | 0                     | 1                     | 0                     | 23       | 0     | 7           | 1          |
| Ümit Karan        | 28        | 16        | 2           | 1          | 3              | 3              | 1              | 0              | 2                     | 0                     | 0                     | 0                     | 33       | 19    | 3           | 1          |
| Suat Kaya         | 10        | 1         | 3           | 0          | 0              | 0              | 0              | 0              | 3                     | 0                     | 1                     | 0                     | 13       | 1     | 4           | 0          |
| Bülent Korkmaz    | 30        | 1         | 3           | 0          | 2              | 0              | 0              | 0              | 6                     | 0                     | 1                     | 0                     | 38       | 1     | 4           | 0          |
| Ali Lukunku       | 13        | 5         | 1           | 0          | 0              | 0              | 0              | 0              | 0                     | 0                     | 0                     | 0                     | 13       | 5     | 1           | 0          |
| Faryd Mondragón   | 32        | 0         | 5           | 0          | 1              | 0              | 0              | 0              | 6                     | 0                     | 0                     | 0                     | 39       | 0     | 5           | 0          |
| Ergün Penbe       | 27        | 2         | 0           | 0          | 1              | 0              | 0              | 0              | 5                     | 0                     | 0                     | 0                     | 33       | 2     | 0           | 0          |
| Fábio Pinto       | 18        | 0         | 2           | 0          | 3              | 0              | 0              | 0              | 4                     | 1                     | 0                     | 0                     | 25       | 1     | 2           | 0          |
| Mehmet Polat      | 13        | 1         | 2           | 0          | 1              | 0              | 1              | 0              | 1                     | 0                     | 0                     | 0                     | 15       | 1     | 3           | 0          |
| Haim Revivo       | 13        | 3         | 0           | 0          | 1              | 0              | 0              | 0              | 0                     | 0                     | 0                     | 0                     | 14       | 3     | 0           | 0          |
| Sabri Sarıoğlu    | 3         | 0         | 0           | 0          | 0              | 0              | 0              | 0              | 0                     | 0                     | 0                     | 0                     | 3        | 0     | 0           | 0          |
| Mohamed Sarr      | 7         | 1         | 0           | 0          | 0              | 0              | 0              | 0              | 3                     | 1                     | 0                     | 0                     | 10       | 2     | 0           | 0          |
| Hasan Şaş         | 20        | 1         | 7           | 1          | 3              | 0              | 0              | 0              | 5                     | 1                     | 1                     | 0                     | 28       | 2     | 8           | 1          |
| Sinan Turan       | 0         | 0         | 0           | 0          | 0              | 0              | 0              | 0              | 0                     | 0                     | 0                     | 0                     | 0        | 0     | 0           | 0          |
| Hakan Ünsal       | 24        | 1         | 4           | 0          | 3              | 1              | 0              | 0              | 6                     | 0                     | 0                     | 0                     | 33       | 2     | 4           | 0          |
| Suat Usta         | 5         | 0         | 2           | 0          | 1              | 0              | 0              | 0              | 0                     | 0                     | 0                     | 0                     | 6        | 0     | 2           | 0          |
| Gustavo Victoria  | 0         | 0         | 0           | 0          | 0              | 0              | 0              | 0              | 0                     | 0                     | 0                     | 0                     | 0        | 0     | 0           | 0          |
| Abel Xavier       | 11        | 0         | 2           | 0          | 1              | 0              | 0              | 0              | 0                     | 0                     | 0                     | 0                     | 12       | 0     | 2           | 0          |